# Черёмное (Алтайский край)
Черёмное  — село (в 1977—1992 годах — посёлок городского типа) в Павловском районе Алтайского края. Административный центр Черёмновского сельсовета.

## Население
| 1926  | 1997  | 1998  | 1999  | 2000  | 2001  |
| ----- | ----- | ----- | ----- | ----- | ----- |
| 3321  | ↗4609 | ↘4534 | ↗4624 | ↗4659 | ↘4554 |
| 2002  | 2003  | 2004  | 2005  | 2006  | 2007  |
| ↘4435 | ↗4503 | ↘4437 | ↗4483 | ↗4484 | ↗4499 |
| 2008  | 2009  | 2010  | 2011  | 2012  | 2013  |
| ↘4491 | ↗4505 | ↘4454 | ↗4460 | ↗4524 | ↗4624 |
| 2021  |       |       |       |       |       |
| ↘4085 |       |       |       |       |       |

.

## Экономика
В Черёмном находятся:
Сахарный завод, предприятия малого бизнеса, 

## Социальная сфера
На территории села действуют несколько учреждений образования: МБОУ «Сахарозаводская СОШ», МБОУ «Первомайская СОШ», детский сад, сельский дом культуры, сельская библиотека.

## Известные люди, связанные с Черёмным
- Каширский, Евгений Ефимович (1922—1992) — советский поэт, журналист.